# Clubiona pototanensis
Clubiona pototanensis là một loài nhện trong họ Clubionidae.
Loài này thuộc chi Clubiona. Clubiona pototanensis được Alberto Barrion & James A. Litsinger miêu tả năm 1995.